# Bofuria megastigmus
Bofuria megastigmus är en stekelart som först beskrevs av William Harris Ashmead 1894.  Bofuria megastigmus ingår i släktet Bofuria och familjen puppglanssteklar. Inga underarter finns listade.